# Ruta Keelikolani
Ruta Luka Keanolani Kauanahoahoa Keelikolani (1826. – 1883.) bila je havajska princeza, braniteljica tradicije.
Dokumentarni film je snimljen o njoj 2004. godine.

## Biografija
Majka princeze Rute bila je kraljica Kalanipauahi. Smatralo se da ima dva oca – to su bili Kahalaia Luanuu i Matej Kekuanaoa.
Rutu je odgojila kraljica Kaahumanu.
Prvi joj je muž bio Vilim Pitt Leleiohoku I., a drugi Isaac Young Davis.
Njezin sin iz prvog braka bio je Ivan Vilim Pitt Kinau, a iz drugog Keolaokalani Davis Paki.
Ruta je živjela kao havajske plemkinje u davnini. Znala je engleski te je imala kršćansko ime, ali je štovala stare bogove i duhove predaka. Nije se voljela fotografirati.
Imala je 200 kg te su ju mnogi smatrali glupom, a minister ju je opisao kao nesposobnu.
Ona je, međutim, imala mnogo više moći od nekih Europljanki, a isto tako i novca.
Umrla je u palači 15. svibnja 1883. godine. 